# Bill Mlkvy
William Paul Mlkvy dit Bill Mlkvy, né le 19 janvier 1931 à Palmerton (Pennsylvanie, États-Unis) et mort le 12 décembre 2024 est un joueur américain de basket-ball.
Il ne joue qu'une saison avec les Philadelphia Warriors (devenus Golden State Warriors). Mlkvy est choisi par les Warriors selon la règle du territorial pick lors de la draft 1952 à sa sortie de Temple University. Ailier d'1,93 m pour 86 kg, il était surnommé « The Owl without a Vowel », jeu de mots sur la mascotte de Temple (le hibou, "owl") et son nom compliqué à prononcer.
Bill Mlkvy a détenu le nombre de points consécutifs marqués (sans que ses coéquipiers ne marquent) sur un match NCAA avec 54 points de rang contre Wilkes le 3 mars 1951[réf. nécessaire].